# 20e étape du Tour de France 1994
Pour un article plus général, voir Tour de France 1994.
La 20e étape du Tour de France 1994 a lieu le 23 juillet 1994 entre la ville de Morzine et le Lac de Saint-Point (arrivée jugée sur la commune de Malbuisson) sur une distance de 208,5 km. Elle est remportée au sprint par Djamolidine Abdoujaparov.

## Parcours
Le parcours quitte les Alpes pour longer la frontière franco-suisse durant la majeure partie de l'étape, jusqu'au lac de Saint-Point, situé dans le département du Doubs. L'étape comprend deux difficultés répertoriées, la côte de Collonges-sous-Salève (3e catégorie), et l'ascension du col de la Faucille, régulièrement emprunté par le Tour de France depuis 1911. Avant l'arrivée, jugée sur le territoire de la commune de Malbuisson, deux sprints intermédiaires sont disputés, à Viuz-en-Sallaz et à Mouthe.

## La course
À la veille de l'arrivée, les coureurs font une trêve et il ne se passe quasiment rien durant près de 180 kilomètres. C'est après le sprint intermédiaire de Mouthe que se lancent les premières offensives. Elles se succèdent jusqu'à l'arrivée, mais plusieurs équipes veillent pour provoquer une arrivée au sprint. Lancé aux 200 mètres, Ján Svorada semble bien parti pour s'adjuger la victoire, mais il est remonté dans les derniers mètres par Djamolidine Abdoujaparov qui vient le sauter sur la ligne. Abdoujaparov remporte sa deuxième victoire d'étape sur ce Tour de France après la 1re étape à Armentières, et s'assure le gain du maillot vert. C'est la septième victoire d'étape de sa carrière dans l'épreuve,.

## Classement de l'étape
| Classement de la 20e étape | Classement de la 20e étape | Classement de la 20e étape | Classement de la 20e étape | Classement de la 20e étape |
|                            | Coureur                    | Pays                       | Équipe                     | Temps                      |
| -------------------------- | -------------------------- | -------------------------- | -------------------------- | -------------------------- |
| 1er                        | Djamolidine Abdoujaparov   | Ouzbékistan                | Polti-Vaporetto            | en 5 h 50 min 37 s         |
| 2e                         | Ján Svorada                | Slovaquie                  | Lampre-Panaria             | m.t.                       |
| 3e                         | Silvio Martinello          | Italie                     | Mercatone Uno-Medeghini    | m.t.                       |
| 4e                         | Phil Anderson              | Australie                  | Motorola                   | m.t.                       |
| 5e                         | Bjarne Riis                | Danemark                   | Gewiss-Ballan              | m.t.                       |
| 6e                         | Ángel Edo                  | Espagne                    | Kelme-Avianca-Gios         | m.t.                       |
| 7e                         | Gianluca Bortolami         | Italie                     | Mapei-CLAS                 | m.t.                       |
| 8e                         | Massimo Ghirotto           | Italie                     | ZG Mobili-Selle Italia     | m.t.                       |
| 9e                         | Giovanni Fidanza           | Italie                     | Polti-Vaporetto            | m.t.                       |
| 10e                        | François Simon             | France                     | Castorama                  | m.t.                       |
| modifier                   |                            |                            |                            |                            |

## Classement général
| Classement général après la 20e étape | Classement général après la 20e étape | Classement général après la 20e étape | Classement général après la 20e étape | Classement général après la 20e étape |
|                                       | Coureur                               | Pays                                  | Équipe                                | Temps                                 |
| ------------------------------------- | ------------------------------------- | ------------------------------------- | ------------------------------------- | ------------------------------------- |
| 1er                                   | Miguel Indurain                       | Espagne                               | Banesto                               | en 98 h 54 min 35 s                   |
| 2e                                    | Piotr Ugrumov                         | Lettonie                              | Gewiss-Ballan                         | + 5 min 39 s                          |
| 3e                                    | Marco Pantani                         | Italie                                | Carrera-Tassoni                       | + 7 min 19 s                          |
| 4e                                    | Luc Leblanc                           | France                                | Festina-Lotus                         | + 10 min 3 s                          |
| 5e                                    | Richard Virenque                      | France                                | Festina-Lotus                         | + 10 min 10 s                         |
| 6e                                    | Roberto Conti                         | Italie                                | Lampre-Panaria                        | + 12 min 29 s                         |
| 7e                                    | Alberto Elli                          | Italie                                | GB-MG Boys Maglificio                 | + 20 min 17 s                         |
| 8e                                    | Alex Zülle                            | Suisse                                | ONCE                                  | + 20 min 35 s                         |
| 9e                                    | Udo Bölts                             | Allemagne                             | Telekom-Merckx                        | + 25 min 19 s                         |
| 10e                                   | Vladimir Poulnikov                    | Ukraine                               | Carrera-Tassoni                       | + 25 min 28 s                         |
| modifier                              |                                       |                                       |                                       |                                       |

## Classements annexes

### Classement par points
| Classement par points | Classement par points    | Classement par points | Classement par points   | Classement par points |
| --------------------- | ------------------------ | --------------------- | ----------------------- | --------------------- |
|                       | Coureur                  | Pays                  | Équipe                  | Point(s)              |
| 1er                   | Djamolidine Abdoujaparov | Ouzbékistan           | Polti-Vaporetto         | 302 points            |
| 2e                    | Silvio Martinello        | Italie                | Mercatone Uno-Medeghini | 255 pts               |
| 3e                    | Ján Svorada              | Slovaquie             | Lampre-Panaria          | 223 pts               |
| modifier              |                          |                       |                         |                       |

### Classement du meilleur grimpeur
| Classement du meilleur grimpeur | Classement du meilleur grimpeur | Classement du meilleur grimpeur | Classement du meilleur grimpeur | Classement du meilleur grimpeur |
| ------------------------------- | ------------------------------- | ------------------------------- | ------------------------------- | ------------------------------- |
|                                 | Coureur                         | Pays                            | Équipe                          | Point(s)                        |
| 1er                             | Richard Virenque                | France                          | Festina-Lotus                   | 392 points                      |
| 2e                              | Marco Pantani                   | Italie                          | Carrera-Tassoni                 | 243 pts                         |
| 3e                              | Piotr Ugrumov                   | Lettonie                        | Gewiss-Ballan                   | 219 pts                         |
| modifier                        |                                 |                                 |                                 |                                 |

### Classement du meilleur jeune
| Classement général du meilleur jeune | Classement général du meilleur jeune | Classement général du meilleur jeune | Classement général du meilleur jeune | Classement général du meilleur jeune |
|                                      | Coureur                              | Pays                                 | Équipe                               | Temps                                |
| ------------------------------------ | ------------------------------------ | ------------------------------------ | ------------------------------------ | ------------------------------------ |
| 1er                                  | Marco Pantani                        | Italie                               | Carrera-Tassoni                      | en 99 h 1 min 54 s                   |
| 2e                                   | Richard Virenque                     | France                               | Festina-Lotus                        | + 2 min 51 s                         |
| 3e                                   | Bo Hamburger                         | Danemark                             | TVM-Bison Kit                        | + 36 min 48 s                        |
| modifier                             |                                      |                                      |                                      |                                      |

### Classement par équipes
| Classement par équipes | Classement par équipes | Classement par équipes | Classement par équipes |
|                        | Équipe                 | Pays                   | Temps                  |
| ---------------------- | ---------------------- | ---------------------- | ---------------------- |
| 1re                    | Festina-Lotus          | France                 | en 297 h 16 min 44 s   |
| 2e                     | Gewiss-Ballan          | Italie                 | + 42 min 57 s          |
| 3e                     | Mapei-CLAS             | Espagne                | + 45 min 1 s           |
| modifier               |                        |                        |                        |